# Benito Alazraki
Benito Alazraki Algranti (Città del Messico, 27 ottobre 1921 – Città del Messico, 6 giugno 2007) è stato un regista, sceneggiatore, produttore cinematografico e televisivo messicano.

## Biografia
Era figlio di Rosa Algranti Franco e di León Alazraki Barquí, un industriale tessile turco che, alla fine degli anni quaranta, come presidente della comunità ebraica sefardita, fu uno dei principali promotori del movimento sionista messicano. Benito, in gioventù, aveva pensato di dedicarsi alla letteratura, dopo essere entrato in contatto con molti degli intellettuali spagnoli esiliati in Messico a causa della guerra civile.

## Filmografia (parziale)

### Regista
- Radici (Raíces) (1954)
- Los amantes  (1956)
- ¿Adónde van nuestros hijos? (1958)
- Ladrones de niños (1958)
- Café Colón (1959)
- El vestido de novia (1959)
- Infierno de almas (1960)
- Rebelde sin casa (1960)
- Las hermanas Karambazo (1960)
- La tijera de oro (1960)
- Poker de reinas (1960)
- Pistolas invencibles (1960)
- Tin Tan y las modelos (1960)
- El toro negro (1960)
- La ley de las pistolas (1960)
- Peligros de juventud (1960)
- Sfida implacabile (Los pistoleros) (1962)
- Hasta que los cuernos nos separen (1995)